# Maktub (film, 2017)
Pour le film de 2011, voir Maktub (film, 2011).
Pour plus de détails, voir Fiche technique et Distribution.
Maktub (מכתוב) est un film israélien réalisé par Oded Raz, sorti en 2017.

## Synopsis
Steve et Chuma, deux criminels, sont les seuls survivants d'un attentat dans un restaurant à Jérusalem et décident de changer de vie.

## Fiche technique
- Titre : Maktub
- Titre original : מכתוב
- Réalisation : Oded Raz
- Scénario : Guy Amir et Hanan Savyon
- Musique : Ran Bagno
- Photographie : Itai Ne'eman
- Montage : Amit Ginton
- Production : Roni Abramowsky
- Société de production : Firma Films
- Pays :  Israël
- Genre : Comédie dramatique
- Durée : 100 minutes
- Dates de sortie : 
  -  Israël : 5 octobre 2017

## Distribution
- Guy Amir : Chuma
- Hanan Savyon : Steve
- Gal Amitai : Yiftach
- Chen Amsalem : Lizo
- Edna Blilious : Bruria
- Itzik Cohen : Elkaslasi
- Anastasia Fein : Doniasha
- Eli Haviv : Micky
- Yigal Naor : Tzafuf

## Distinctions
Le film a été présenté dans la compétition internationale du festival international du film de Chicago. Il a également reçu le prix du public dans trois festivals : au festival du film de comédie de Monte-Carlo, au festival international du film de Palm Springs et au festival du film de Sarasota.